# Черна гора
Вижте пояснителната страница за други значения на Черна гора.
Черна гора (на черногорски: Црна Гора или Crna Gora, „Черна планина“) е държава на Балканския полуостров. Граничи с Хърватия и Босна и Херцеговина на запад, Сърбия на североизток, Косово на изток и Албания на юг. Има излаз на Адриатическо море. Държавна, административна столица и най-голям град е Подгорица (200 000 жители), а историческата столица на страната е Цетине. Площта ѝ е 13 812 km², от които 13 605 km² суша и 207 km² водна площ.
Последният държавен глава, преди включването на Черна гора в състава на Югославия, е крал Никола I, който е прадядо на Симеон Сакскобургготски.

## Име
Името Черна гора се появява за първи път през 1276 г. в една повеля на крал Стефан Милутин, с която се означава частта от т.нар. Сръбско поморие или приморие във владение на кралството, т.е. обаче само източната от Бар до Котор с планините над крайбрежието и по-точно от Румия и Суторман до Ловчен, но не и западното херцеговинско (хумско) или дубровнишко крайбрежие от Бока Которска до делтата на Неретва, в т.ч. и Макарска до река Цетина.
В латински извори името Montenegro се появява за първи път през 1348 г., а в дубровнишки – през 1379 г. От 15. век името Черна гора започва да се употребява за цялата прилежаща вътрешна област зад този планински венец, и по-точно за долината и прилежащата територия около река Зета, заменяйки средновековното име на областта Зета, както и античното име на тази област – Дукля.

## История
Земите на днешната Черна гора са населявани от илирите. По-късно стават част от Римската империя под наименованието Превалитания, а след това е част от Византия (395). По време на Великото преселение на народите се заселват славяни и авари, които се смесват с местното далматинско население. Създава се княжество Дукля.
През по-голямата част от историята си Черна гора е независимо княжество, управлявано от няколко династии. До 14 век е назовавано като Зета, но след това е известно със сегашното си име.
През 1499 г. княжеството е покорено от Османската империя. Тяхната власт в черногорските земи не е здрава, тъй като трудният планински терен и отдалечеността от Константинопол не позволяват упражняването на контрол. На Берлинския конгрес страната се сдобива и с международно признание на своята независимост вследствие от т.нар. Източна криза (1875 – 1878).
На 28 август 1910 г. черногорският княз Никола I Петрович Негош се прогласява за крал. Черна гора участва в Балканската и Междусъюзническата война на страната на Балканския съюз и на Сърбия. През Първата световна война е на страната на Антантата, но е завладяна от Австро-Унгария. В периода 1918 – 1941 Черна гора е съставна част от Кралство на сърби, хървати и словенци. През 1941 г. е окупирана от Италия, а след излизането им от войната – от Германия. Черна гора е отново в състава на Югославия от 1945 г. Между 1945 и 1992 г. Черна гора е република на Социалистическа федеративна република Югославия, между 1992 и 2003 г. – република на Съюзна република Югославия, а от 2003 до 2006 г. е съставен дял от Сърбия и Черна гора.
На 21 май 2006 г. в Черна гора провежда референдум за независимост от Сърбия и Черна гора, в който 55% от участвалите гласоподаватели гласуват за независимост на републиката. На 3 юни 2006 г. черногорският парламент обявява официално независимостта на страната. На 28 юни 2006 г. Черна гора става 192-рият член на ООН.
На 10 септември 2006 г. се провеждат първите парламентарни и местни избори след независимостта на Черна гора. Блокът на управляващите партии в Черна гора получава 41 места в новия 81-членен парламент. Така Коалицията за европейска Черна гора, съставена от Демократическата партия на социалистите (ДПС) на премиера Мило Джуканович и Социалдемократическата партия (СДП) на председателя на парламента Ранко Кривокапич, си осигурява абсолютно мнозинство в новия законодателен орган на страната.

## География
Черна гора е малка страна, разположена в западната част на Балканския полуостров, която има уникална природа. На територията ѝ има 40 езера, 293 km морска ивица, от която 52 km са пясъчни плажове. В Черна гора се намира заливът Бока Которска. Цялата територия на страната е изпълнена с високи планини (над 1700 m), дефилета и проломи, реки и езера и красивото адриатическо крайбрежие. В северозападната част на Република Черна гора се простират Динарските планини, където е и най-високата част на Черна гора – връх Дурмитор (2522 m надморска височина). По топлото крайбрежие на страната се отглеждат цитрусови култури, сливи, череши и др.

## Население
След преброяване на населението в Черна гора през 2003 г., в страната живеят общо 620 145 души. Около 78% са се декларирали като християни, а 74,2% – като православни християни, 17,7% са потвърдили мюсюлманска принадлежност, 3% са други и хора неопределени на преброяването, а 1% са атеисти, според националната си принадлежност населението има следния състав:
- черногорци: 267 669 (43,16%)
- сърби: 198 414 (31,99%)
- бошняци: 48 184 (7,77%)
- албанци: 31 163 (5,03%)
- мюсюлмани по националност: 24 625 (3,97%)
- хървати: 6811 (1,1%)
- цигани: 2826 (0,46%) [8]

Поради историческите корени и общи културни традиции самоопределянето като черногорци или сърби през различните преброявания варира в широки граници. Това се влияе главно от моментната политическа ситуация в страната. В зависимост от това се наблюдава ту увеличаване броя на сърбите в страната, ту намаляването му. Често самите черногорци разглеждат себе си като етнографска група или като клон от сръбската нация. И в двете групи (сърби и черногорци) има и хора, които причисляват себе си само към една от двете групи. Близо над 270 000 граждани на Република Сърбия имат черногорско гражданство. Приблизително около 69 000 от тях са черногорци, останалата част се самоопределят като сърби. Трябва да се отбележи, че етнонимът „черногорец“ има различно значение в самата Сърбия. Онези хора, които се декларират като сърби в Черна гора, изтъкват своите връзки със сръбското културно пространство, но вероятно същите тези хора в Сърбия се самоопределят като черногорци, като по този начин подчертават и придават особено значение на черногорския си произход.
| Етноси в Черна гора         | Етноси в Черна гора         | Етноси в Черна гора | Етноси в Черна гора | Етноси в Черна гора |
| --------------------------- | --------------------------- | ------------------- | ------------------- | ------------------- |
| етноси                      |                             |                     | процент             |                     |
| Сърби                       | Сърби                       |                     | 55%                 | 55%                 |
| Черногорци                  | Черногорци                  |                     | 34%                 | 34%                 |
| Бошняци и мюсюлмани (народ) | Бошняци и мюсюлмани (народ) |                     | 13%                 | 13%                 |
| Други                       | Други                       |                     | 12%                 | 12%                 |

### Религия
| Вероизповедания в Черна гора | Вероизповедания в Черна гора | Вероизповедания в Черна гора | Вероизповедания в Черна гора | Вероизповедания в Черна гора |
| ---------------------------- | ---------------------------- | ---------------------------- | ---------------------------- | ---------------------------- |
| религии                      |                              |                              | процент                      |                              |
| християнство                 | християнство                 |                              | 78%                          | 78%                          |
| ислям                        | ислям                        |                              | 17.7%                        | 17.7%                        |
| неопределени                 | неопределени                 |                              | 3%                           | 3%                           |
| други и атеисти              | други и атеисти              |                              | 1.3%                         | 1.3%                         |

Над 74% от черногорците са православни християни, повечето последователи на Сръбската православна църква, има последователи и на самообявилата се за автокефална Черногорска православна църква. В Черна гора има 110 000 мюсюлмани, които съставляват 17,74% населението на страната. Тези мюсюлмани се разпределят в три главни етнически групи: бошняци, определили се, че говорят босненски, мюсюлмани по националност, които предпочитат сръбския език и албанци мюсюлмани. Албанците християни, главно католици населяват югоизточната част на страната, главно община Улцин, но се доближават и до Подгорица – Тузи. Бошняците, мюсюлманите по националност и албанците мюсюлмани живеят главно в Северна Черна гора в областта Санджак. В Черна гора има и малка група хървати, които живеят по крайбрежието, най-вече по Бока Которска.

### Език
На преброяването (2003) 63,6% от населението е потвърдило, че говори сръбски език като майчин, 22% – черногорски език, 5,5% – бошняшки език, 5,3% – албански език и 3,7% не са определили майчиния си език. Официалният език в Черна гора е йекавският стандарт на сръбския език, който заменя сърбохърватския език. Така е записано и в Конституцията на страната, приета през 1992 г. Използваната кодифицирана форма на езика в Черна гора има общ произход със сръбския, като между тях има и несъществени разлики, като сега съществува много силна тенденция и конституционно черногорският йекав диалект (зетско-южносанджакски говор) да бъде определен като отделен „черногорски език“. Кирилската и латинска ортография са равноправни.
| Езици в Черна гора | Езици в Черна гора | Езици в Черна гора | Езици в Черна гора | Езици в Черна гора |
| ------------------ | ------------------ | ------------------ | ------------------ | ------------------ |
| езици              |                    |                    | процент            |                    |
| сръбски език       | сръбски език       |                    | 63.6%              | 63.6%              |
| черногорски език   | черногорски език   |                    | 22%                | 22%                |
| други              | други              |                    | 14.5%              | 14.5%              |

Наред с близостта съществуват и редица характеристики, които отличават черногорците от сърбите – историческото минало, антропологически и етнически специфики, самостоятелна структура на обществените механизми и на народния живот и пр. Така днес съществуват две линии в разбирането на черногорската самобитност: онази, която означава черногорска идентичност, и другата – черногорското сръбство (или сръбското черногорство). Въобще диалектите, на които говорят сърбите, черногорците, хърватите и бошняците, са много близки, и допреди разпадането на Титова Югославия всички говореха на сърбохърватски език. След кървавото ѝ разпадане обаче, по политико-исторически причини се обособиха отделни езици, като хърватски, босненски, а сега е напът да се обособи в самостоятелен език е и черногорският. Това не е прецедент за страните от Бивша Югославия – така се роди бошняшкият език в Босна и Херцеговина, македонският език в Северна Македония. Подобни примери за езикова глотомия по политически съображения срещаме и в Република Молдова, където по поръка на Сталин румънският език се нарича „молдовски“. Въобще проблемът за „черногорския език“ може да се обвърже генерално с идентификацията на самите черногорци. В различните периоди на Черна гора се наблюдават или пълно сродяване със Сърбия, или отричането на това единство. Доказателство за това е преброяването в Черна гора от 1991 и 2003 г. При сравняването им си личи това колебание в самоидентичността на черногорците. През 1991 г., когато съюзът със Сърбия изглеждаше непоклатим, процентът на самообявили се като сърби е много малък. 12 години по-късно в друга политическа обстановка процентът на самообявилите се като сърби е значителен. Днес в черногорското общество има полемики относно самоидентичността му. Споровете сред различните обществените слоеве и групи могат да бъдат илюстрирани с факта, че на половината от официалните уеб страници на правителствените институции като официален език е обявен сръбският, а на другата половина от сайтовете – като официален език е посочен „черногорски“.

## Държавно устройство
Според сегашната Конституция Черна гора е обявена за „демократична, социална и екологично чиста държава“.
Начело на държавата е президент, избиран за 5 години. Висш законодателен орган е Скупщина, избирана за 4 години. Изпълнителна власт – правителство.
Правителството на Черна гора (Влада републике Црне Горе) се състои от министър-председател, вицепремиер и министри.

### Парламент
Парламентът на Черна гора (Скупштина Републике Црне Горе) е законодателният орган в страната. Той приема всички закони, ратифицира международни споразумения, назначава министър-председателя, министрите от кабинета, както и съдиите във всички съдилища. Също така одобрява бюджета на страната и изпълнява други задължения, определени му според конституцията. Парламентът на Черна гора може да гласува вот на недоверие и с мнозинство на гласовете да свали правителството. На 6000 души се избира 1 депутат (представител), което води до промяна на общия брой на депутатите в народното събрание на Черна гора (настоящето народно събрание се състои от 78 представители, за разлика от предишното, което се състоеше от 71). Настоящият председател на парламента е Ранко Кривокапич.

### Президент
Президентът на Черна гора се избира за 5-годишен мандат след преки тайни избори. Правомощията на президента са:
1. да представлява страната в чужбина;
2. да обнародва закони чрез укази;
3. да свиква избори за парламент;
4. да предлага за одобрение на парламента кандидата за министър-председател и назначаването на председателя и съдиите в Конституционния съд;
5. да предлага на парламента свикването на референдум.
6. да дава амнистия;
7. да удостоява с държавни ордени и награди;
8. да изпълнява всички останали задължения, предвидени в конституцията на страната.

Президентът на Черна гора е и председател на Върховния съвет за сигурност и Върховен главнокомандващ на Въоръжените сили на Черна гора.

## Административно деление
Черна гора е разделена в административно отношение на 21 общини:
- Андриевица
- Бар
- Беране
- Биело поле
- Будва
- Даниловград
- Жабляк
- Колашин
- Котор
- Мойковац
- Никшич
- Плав
- Плужине
- Плевля
- Подгорица
- Рожайе
- Тиват
- Улцин
- Херцег Нови
- Цетине
- Шавник